# Jacobus Reiner
Jacobus Reiner (Altdorf (Weingarten), 1560 - Abadia de Weingarten, 12 d'agost de 1606) fou un compositor alemany.
Fou deixeble de l'escola de música d'aquest convent i després d'Orlando di Lasso, sent anomenat més tard mestre de cant i després director de cors del referit establiment, motiu pel qual es va creure que era monjo benedictí, però en realitat mai va rebre ordres sagrades i va estar casat dues vegades.
En un d'aquests matrimonis va tenir un fill, Ambrosius Reiner (1604-1672) que també va ser compositor.

## Obres publicades
- Cantionum 5 et6 vocum: (Múnic, 1579)
- Cantiones germanicae 4 et 5 vocum: (Múnic, 1581)
- Psalmi paenitentiales 3 vocibus concinnati: (Múnic, 1586)
- Christliche Gesang: (Dillingen, 1589)
- Teutsche und lateinische Lieder mit 3 und 4 Stimmen: (Lainingen, 1593)
- Cantiones seu motetae 4 et 5 vocum: (Costnitz, 1595)
- Cantiones 6,7, 8 adjunctaque una 10 vocum: (Múnic, 1591)
- Motetae sacrae 5 et 6 vocum: (Costnitz, 1595)
- Canticaseu motetae ex sacris script, desumptae a quatuor et quinque voces: (Múnic, 1595)
- Liber Mottetarum sive cantionum sacrarum sex et octa vocum: (Múnic, 1600)
- Sacrarum Missarum sex vocum: (Dillingen, 1604)
- Gloriasissimae Maria Virginis: a 8 i 12 veus (Frankfurt, 1604)
- Motets: (Augsburg, 1604)

A més deixà infinitat d'obres inèdites.